# لويس دا لوز
لويس دا لوز (بالإسبانية: Luis da Luz)‏ هو لاعب كرة قدم أوروغواياني في مركز الدفاع، ولد في 2 يونيو 1968 في مونتفيدو في الأوروغواي. شارك مع منتخب الأوروغواي لكرة القدم. أما مع النوادي، فقد لعب مع سنترال إسبانيول ونادي دانوبيو.

## وصلات خارجية
- لويس دا لوز على موقع قاعدة بيانات كرة القدم.إي يو (الإنجليزية)
- لويس دا لوز على موقع ناشيونال فوتبول تيمز (الإنجليزية)